# پوپوویتسه (استان اشوی‌داشکسیه)
پوپوویتسه (به لهستانی: Popowice) یک منطقهٔ مسکونی در لهستان است که در گمینا اوکسا واقع شده‌است.